# 따낸돌
따낸돌은 두눈을 확보하지 못한 채 활로가 모두 차단되어 '죽음이 증명된 돌'이다. 계가할 때 상대방의 집을 메우게 되며, 따낸돌 한 개는 자기 집 하나의 가치가 있다.